# Rob Ricci
Rob Ricci, född 12 december 1984 i Brampton, Ontario, är en kanadensisk professionell ishockeyspelare som för närvarande spelar för Mora IK.

## Spelarkarriär
Ricci började sin juniorkarriär med Georgetown Raiders i OJPHL, där han spelade en match under säsongen 2001-02 utan några poäng eller utvisningsminuter. För säsongen 2002-03 bytte Ricci klubb till Milton Merchants (också i OPJHL), där han gjorde 76 poäng på 49 matcher.
Ricci spelade för Cedar Rapids Roughriders i USHL från 2003 till 2005, och gjorde 99 poäng under grundseriespel och 8 poäng i slutspel. Ricci avslutade säsongen 2004-05 med ett plus/minus på +20. Roughriders kom att vinna både grundserien (Anderson Cup) samt slutspelet (Clark Cup) det året.
Mellan 2005 och 2009 studerade Ricci på Merrimack College och spelade i collegelaget under alla utom ett år, på grund av en "ospecificerad överträdelse av lagregler och skolans policy." Ricci vann den interna poängligan under sitt första år med 34 poäng, varav sex mål och 21 assist. Under sista säsongen blev han utnämnd till assisterande lagkapten. Ricci utsågs till lagets MVP under alla tre säsonger han spelade i Merrimack.
I slutet på säsongen 2008-09 skrev Ricci på för ECHL-klubben Las Vegas Wranglers i ECHL och inledde då sin professionella karriär. Han spelade fyra grundseriematcher med Wranglers som gjorde två assist på. Inför slutspelet flyttade Ricci till South Carolina Stingrays och gjorde ett mål i vad som skulle bli den tredje raka vinsten av Kelly Cup för Stingrays.
Ricci förlängde sitt kontrakt med Stingrays för säsongen 2009-10, en säsong som han gjorde 50 poäng på 72 matcher. Ricci gjorde sitt första professionella hattrick mot Cincinnati Cyclones i mars samma år. Inför nästkommande säsong förlängdes kontraktet åter igen och gjorde sitt andra professionella hattrick mot Gwinnett Gladiators i en 4-1-seger i januari 2011. Under säsongen gjorde Ricci 54 poäng på 67 matcher, och blev även uppkallad till Peoria Rivermen fem matcher.
I juli 2011 skrev Ricci på för Odense Bulldogs i den danska AL-Bank Ligaen. Under säsongen gjorde han 44 poäng på 37 grundspelsmatcher och 19 poäng på 15 slutspelsmatcher, ett slutspel som slutade med ett silver. Ricci blev även utvald i ligans All star-lag.
Inför säsongen 2012-2013 skrev Ricci tillsammans med sin landsman och tillika lagkamrat i Odense, Tyler Gotto på för Allsvenska Mora IK.